# Palpomyia turanica
Palpomyia turanica är en tvåvingeart som beskrevs av Remm 1976. Palpomyia turanica ingår i släktet Palpomyia och familjen svidknott. Inga underarter finns listade i Catalogue of Life.